# Puntius waageni
Puntius waageni és una espècie de peix cipriniforme de la família dels ciprínids que es troba al Pakistan.